# Västerskäret (sydväst om Furuviken, Kristinestad)
Västerskäret är en ö i Finland. Den ligger i Bottenhavet och i kommunen Kristinestad i landskapet Österbotten, i den västra delen av landet. Ön ligger omkring 98 kilometer söder om Vasa och omkring 300 kilometer nordväst om Helsingfors.
Öns area är 3,2 hektar och dess största längd är 330 meter i nord-sydlig riktning.